# Hernád (Hungria)
Hernád é uma vila da Hungria, situada no condado de Peste. Tem 27,06 km² de área e sua população em 2019 foi estimada em 3.975 habitantes.